# ジェリー・オーツ
ジェリー・オーツ（Jerry Oates、1945年9月4日 - ）は、アメリカ合衆国の元プロレスラー。ジョージア州コロンバス出身。
技巧派のベビーフェイスとして、NWAの南部や中西部を主戦場に活動した。実弟テッド・オーツとの兄弟タッグチーム、オーツ・ブラザーズ（The Oates Brothers）での活躍も知られる。

## 来歴
1970年、義兄でもあるディック・スタインボーンのトレーニングのもとジョージア州アトランタにてデビュー。以後、ジョージアやフロリダにてスタインボーンとのタッグなどで活動。1972年1月、「ジェリー・オーティス」の表記で国際プロレスに初来日。外国人エース格のカーティス・イヤウケアやダン・ミラーのタッグパートナーに起用され、ストロング小林、サンダー杉山、ラッシャー木村、大剛鉄之助ら日本陣営と対戦した。
1974年より、カンザスおよびミズーリを拠点とするNWAのセントラル・ステーツ地区に参戦。ロード・アルフレッド・ヘイズやブルドッグ・ボブ・ブラウンと抗争し、タッグではマイク・ジョージや弟のテッド・オーツと組んで同地区認定のNWA世界タッグ王座を再三獲得。1975年には、当時ジャック・ブリスコやテリー・ファンクが保持していたNWA世界ヘビー級王座にも度々挑戦している。
1976年9月、テッドと共に全日本プロレスに来日。シリーズ開幕戦の9月24日には大宮にてジャンボ鶴田とシングルマッチで対戦し、30分時間切れ引き分けの戦績を残している。10月2日の東京・後楽園ホール大会ではテッドと組んでグレート小鹿&大熊元司の極道コンビからアジア・タッグ王座を奪取したが、10月21日に福島にて高千穂明久&サムソン・クツワダに敗れ、タイトルをアメリカに持ち去ることはできなかった。戴冠中の10月7日には、ジャイアント馬場とのシングルマッチも行われた。
その後はテッドとのコンビを一時解消して各地を転戦し、1977年8月には中南部のトライステート地区にてディック・マードックからNWA北米ヘビー級王座を奪取。1978年3月にはパシフィック・ノースウエスト地区にてジェシー・ベンチュラと組み、バディ・ローズ&エド・ウィスコスキーを破りNWAパシフィック・ノースウエスト・タッグ王座を獲得。同地区ではジミー・スヌーカとも共闘し、ブル・ラモスやアイアン・シークなどのヒール勢と対戦した。
1970年代末より再びテッドとのオーツ・ブラザーズで活動し、本拠地のジョージアではジン・アンダーソン&オレイ・アンダーソンのミネソタ・レッキング・クルーと抗争。古巣のセントラル・ステーツ地区では1980年3月2日、空位となっていたセントラル・ステーツ・タッグ王座の争奪トーナメントに出場。ジ・アウトローズやザ・ファンクスも参加したワンナイト・トーナメントにおいて、ボブ・スウィータン&タカチホなどのチームを破り勝ち進んだが、決勝でブルーザー・ブロディ&アーニー・ラッドに敗れて戴冠を逸した。
1981年7月、単身で国際プロレスに9年半ぶりに参戦。8月8日に北海道の根室にてテリー・ギッブスをパートナーにマイティ井上&阿修羅・原のIWA世界タッグ王座に挑戦したが、翌8月9日の羅臼町での興行を最後に国際プロレスは活動を停止。結果として、同王座の最後のチャレンジャーとなると同時に、国際プロレス最後のタイトルマッチに出場した外国人選手となった。以降、日本には翌1982年7月より全日本プロレスに度々参戦し、ハーリー・レイスやタイガー・ジェット・シンと組んでのタッグマッチでメインイベントにも出場した。1983年7月の来日時にはニック・ボックウィンクルのパートナーも務めた。
その間もアメリカではジョージアを主戦場にテッドと度々コンビを組み、ファビュラス・フリーバーズ、イワン・コロフ&アレックス・スミルノフ、ミスター・サイトー&ミスター・フジ、スタン・ハンセン&ケビン・サリバンなどのチームと対戦したが、1984年にテッドがヒールターンしてリップ・ロジャースとハリウッド・ブロンズを結成してからは、ロニー・ガービンを新パートナーに兄弟抗争を展開。同年7月4日にはガービンとのコンビでロード・ウォリアーズを破りNWAナショナル・タッグ王座を獲得したが、9月20日にハリウッド・ブロンズに奪取されている。
1986年9月1日にはオーツ・ブラザーズを再々結成してテキサス州ダラスのWCWAのイベント "Labor Day Star Wars" に出場し、世界タッグ王座の争奪トーナメントに参加（2回戦でマーク・ヤングブラッド&クリス・ヤングブラッドのレネゲード・ウォリアーズに敗退）。以降はセミリタイア状態となるも、全日本プロレスには1987年から1989年にかけて中堅外国人選手として定期参戦（日本マットには国際プロレスに2回、全日本プロレスに7回、通算9回参戦）。最後の来日となった1989年の3月4日には静岡にてジョニー・スミスと組み、サムソン冬木&川田利明のフットルースが保持していたアジア・タッグ王座に挑戦した。
トレーナーとしても活動し、マーティ・ジャネッティや女子プロレスラーのバンビことセリナ・メイジャーズらを指導。1991年1月28日にはジョージア州メイコンで収録されたWWFのTVテーピング "WWF Superstars" において、ブルックリン・ブロウラーと組んでザ・ロッカーズ（ジャネッティ&ショーン・マイケルズ）のジョバーを務めた。
2004年5月、地元のコロンバスにおいて、かつて主戦場としていたジム・バーネットのプロモーションと同じ名称のインディー団体「ジョージア・チャンピオンシップ・レスリング」を旗揚げ。エリック・ワッツ、ブル・ブキャナン、デビッド・ヤングらを主力に、アブドーラ・ザ・ブッチャーやマスクド・スーパースターなどジョージア地区のレジェンドも招聘し、2006年9月まで団体運営に携わった。

## 得意技
- スピニング・トー・ホールド[2]
- ブレーンバスター[2]

## 獲得タイトル
全日本プロレス
- アジア・タッグ王座：1回（w / テッド・オーツ）[10]

セントラル・ステーツ・レスリング
- NWAセントラル・ステーツ・ヘビー級王座：1回[27]
- NWAセントラル・ステーツ・タッグ王座：1回（w / テッド・オーツ）[28]
- NWA世界タッグ王座（セントラル・ステーツ版）：5回（w / マイク・ジョージ×2、テッド・オーツ×2、ダニー・リトルベア）[7]

ジョージア・チャンピオンシップ・レスリング
- NWAジョージア・タッグ王座：2回（w / テッド・オーツ）[29]

チャンピオンシップ・レスリング・フロム・ジョージア
- NWAナショナル・タッグ王座：1回（w / ロニー・ガービン）[23]

NWAトライステート
- NWA北米ヘビー級王座（トライステート版）：1回[12]

パシフィック・ノースウエスト・レスリング
- NWAパシフィック・ノースウエスト・ヘビー級王座：1回[30]
- NWAパシフィック・ノースウエスト・タッグ王座：1回（w / ジェシー・ベンチュラ）[13]